# Lucy Ayoub
Lucy Ayoub (18 de junio de 1992) es una presentadora de televisión y radio israelí de IPBC (Kan). Ayoub presentó la Green Room del Festival de la Canción de Eurovisión 2019 junto a Assi Azar, mientras que Erez Tal y Bar Refaeli presentaron el evento principal.

## Primeros años
Ayoub nació en Haifa, Israel. Es la hija de un padre árabe-cristiano, y una madre judía askhenazí quien se convirtió al cristianismo tras su matrimonio. Su abuela paterna fue la hija de refugiados palestinos quienes escaparon del Líbano en la guerra árabe-israelí, mientras que ella fue dejada en un monasterio en Israel, y luego fue adoptada por una dama árabe-cristiana llamada Lucy Khayat. Sus abuelos maternos fueron supervivientes del holocausto: su abuelo materno estuvo en un campo de concentración, mientras que su abuela de Rumanía sobrevivió entre partisanos cuando era niña. Ayoub celebra tanto las festividades cristianas como las judías con diferentes partes de su familia, mientras que es atea, diciendo "Soy atea y no significada nada para mí que fuera bautizada en la iglesia". Asistió a un colegio árabe-cristiano en Haifa, ya que sus padres pensaron que serían menos juicioso con los niños. Escribió historias y poemas, tanto en árabe como hebreo. 
Ayoub se unió como soldado para las fuerzas de defensa israelíes, sirviendo durante dos años como simuladora de vuelo.
Desde 2016, estudia filosofía, política, económicas y derecho en la Universidad de Tel Aviv.

## Carrera
En 2016, se volvió conocida cuando leyó su propia poesía en el concurso Poetry Slam de Israel. Ese mismo año, se unió a la Corporación de Radiodifusión Israelí y comenzó a crear vídeos. En 2017, Ayoub comenzó a presentar un programa cultural en una estación de radio. Ese mismo año, comenzó a presentar el programa  Culture Club en Kan 11.
Ayoub fue portavoz de Israel en el Festival de la Canción de Eurovisión 2018, lo que causó una reacción mediática debido a la respuesta del ministro de cultura y deporte,  Miri Regev, quien protestó debido al hecho de que Ayoub había hablado en árabe durante la retransmisión en directo y no había mencionado a Jerusalem.
Ayoub presentó la Green Room del Festival de la Canción de Eurovisión 2019 en Israel junto a Assi Azar, mientras que Erez Tal y Bar Refaeli presentaron el evento principal. El 28 de enero, Ayoub y Azar presentaron el evento para repartir a los diferentes países en las dos semifinales en el Tel Aviv Museum of Art.

## Vida personal
Desde 2017 reside en Tel Aviv junto a su novio judío-israelí, Etay Bar.
Ayoub habla tanto árabe como en hebreo. Habla de ella misma en su poesía: "Algunos de vosotros direis que siempre seré la hija del árabe, y al mismo tiempo, en los ojos de otros, siempre será la hija de la judía. Así que no me digas de repente que no puedo ser las dos cosas."